# François Vaxelaire (1921-1990)
François Georges Raymond baron Vaxelaire (Sint-Joost-ten-Node, 6 augustus 1921 - Bioul, 5 november 1990) was een Belgisch ondernemer en bestuurder. Hij stond aan het hoofd van de warenhuisketen GIB Group.

## Biografie
François Vaxelaire was een zoon van ondernemer Raymond Vaxelaire en een kleinzoon van François Vaxelaire, oprichter van de Au Bon Marché-warenhuisketen. Hij is een oom van Diego du Monceau en Cédric du Monceau en de vader van Roland Vaxelaire.
Hij was vicevoorzitter van Expo 58 in Brussel. In 1960 kwam hij aan het hoofd te staan van de warenhuisketen Au Bon Marché, opgericht door zijn grootvader. Hij was onder meer verantwoordelijk voor de fusie tussen de ketens Innovation, Au Bon Marché en Grand Bazar, waardoor GB-INNO-BM ontstond. In 1971 richtte hij de eerste Quick-fastfoodrestaurants op. Het waren de eerste fastfoodrestaurants in Europa. In 1977 verruilde hij zijn positie als gedelegeerd bestuurder voor die van voorzitter. Bij de GIB Group werd hij door zijn neef Diego du Monceau opgevolgd.
Vaxelaire was tevens bestuurder van verzekeringsmaatschappij Assubel, de Bank Brussel Lambert en de Groupe Bruxelles Lambert. Hij realiseerde ook een fusie tussen zijn supermarktketen Au Bon Marché en het Franse warenhuis Le Bon Marché in Parijs, waarvan hij 15 tot 25% controleerde alvorens zijn aandeel in 1970 te verkopen. Hij was tevens voorzitter van de Association des grandes entreprises de distribution (AGED) en vicevoorzitter van het Verbond van Belgische Ondernemingen (VBO).